# Sinagogas de Venecia
Las sinagogas de Venecia son los lugares de culto judíos ubicados en el gueto de Venecia.
La judería de Venecia, el gueto, entre 1516 y 1797 acogió a diversas comunidades judías de diferentes lugares de Europa y el Mediterráneo. En el gueto, las comunidades de ritos asquenazí, italiano y sefardí se establecieron a su vez según su origen: por lo tanto, había judíos del noreste de Europa, sur de Francia, sur de Italia, Turquía y las islas griegas (Natione Levantina) y de España y Portugal (Natione Ponentina). Cada una de estas 5 comunidades ha establecido su propio lugar de culto para mantener inalterados sus hábitos rituales.
Exteriormente las sinagogas pasan desapercibidas, algunos ventanales o escritos en hebreo dejan claro que es un lugar de culto. Esto se debe a que a los judíos en la época del gueto no se les permitía construir nuevos edificios, por lo que los lugares dentro de los edificios preexistentes al establecimiento de la judería en 1516 se utilizaron como sinagoga. Los interiores, por otro lado, suelen ser muy ricos y decorados, razón por la cual algunas sinagogas de Venecia están consideradas entre las más bellas de Europa.
Algunas de las cinco sinagogas se pueden visitar gracias a las visitas guiadas del Museo Judío de Venecia. Las sinagogas que se abren regularmente al rito son alternativamente las dos sefardíes: en la época fría la Levantina está activa y en la cálida la Ponentina.

## Scola Grande Tedesca

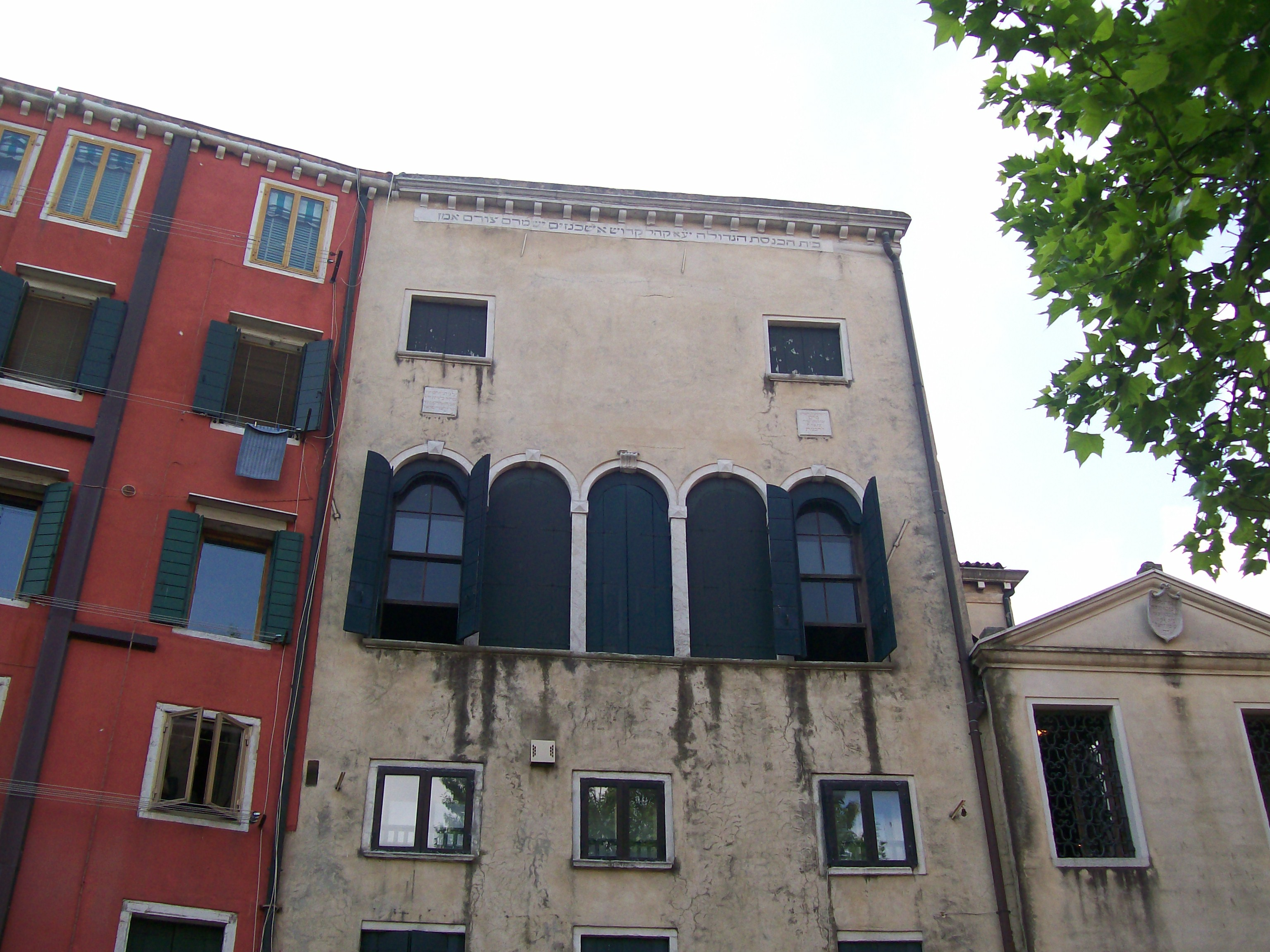
Scola Grande Tedesca

Templo de rito Ashkenazi, la creación de la Scola Grande Tedesca comenzó en 1527-28. Luego fue completamente renovado en estilo barroco tardío en el siglo XVIII. La escuela tiene una forma trapezoidal que la hace única en comparación con las otras sinagogas de forma rectangular. El bimah y el Aron Ha-Kodesh están en posiciones opuestas; la bimah se colocó originalmente en el centro de la habitación, pero se trasladó a principios del siglo XIX para evitar problemas de estática; mover la bimá implicó cerrar dos de las 5 ventanas desde el interior que aún son visibles desde el exterior. El matroneo elíptico encaja perfectamente en el plano irregular de la sinagoga. La Scola está en el último piso de un edificio en el Campo Ghetto Novo, frente a la Casa de Reposo Israelita y se distingue por las cinco ventanas y dos escrituras en hebreo sobre esta última.

## Scola Canton

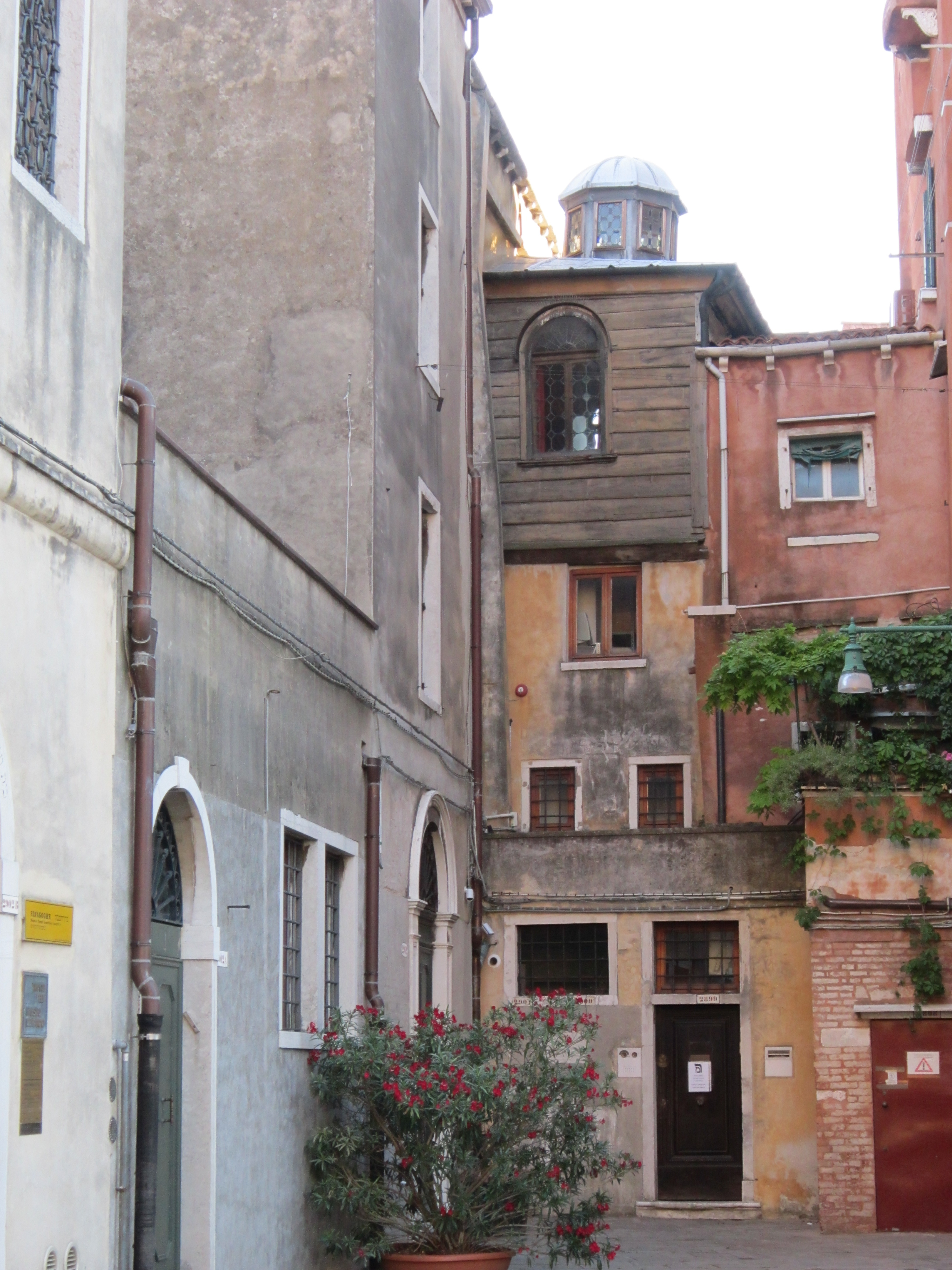
El edificio de la Scola Canton visto desde el Campo del Ghetto Novo. En el centro se puede ver la parte de la sinagoga que alberga la Bimah. El tragaluz abovedado ilumina el púlpito desde arriba

Fundada entre 1531 y 1532, la Scola Canton es también una sinagoga de rito Ashkenazi ubicada en Campo Ghetto Nuovo en el edificio del vértice del campo. Desde el exterior es reconocible por la cúpula de madera de la bimah y, desde el lado del canal, por una inscripción en hebreo. Esta fue la primera scola en Venecia en tener a Aron Ha-Kodesh y bimah en posiciones opuestas. Los mostradores para los fieles están colocados a lo largo de los lados de la sala. El matroneo está ubicado sobre la entrada a lo largo de un solo lado de la sinagoga. El estilo barroco, con aspectos rococó, así como probablemente la ubicación del matroneo, se deriva de las intervenciones de restauración del siglo XVIII. La Scola Canton es considerada única en Europa por sus ocho paneles con bajorrelieves de madera que representan eventos bíblicos: la ciudad de Jericó, el paso del Mar Rojo, el altar de los sacrificios, el maná, el Arca a orillas del Jordán, Korak, el regalo de la Torá y Moisés cuando hace salir agua de la roca. El nombre Canton tiene dos orígenes posibles: la familia Canton, que deseaba mucho el templo; o el lugar donde se instaló: una esquina, llamada "cantón" en dialecto veneciano.

## Scola Italiana

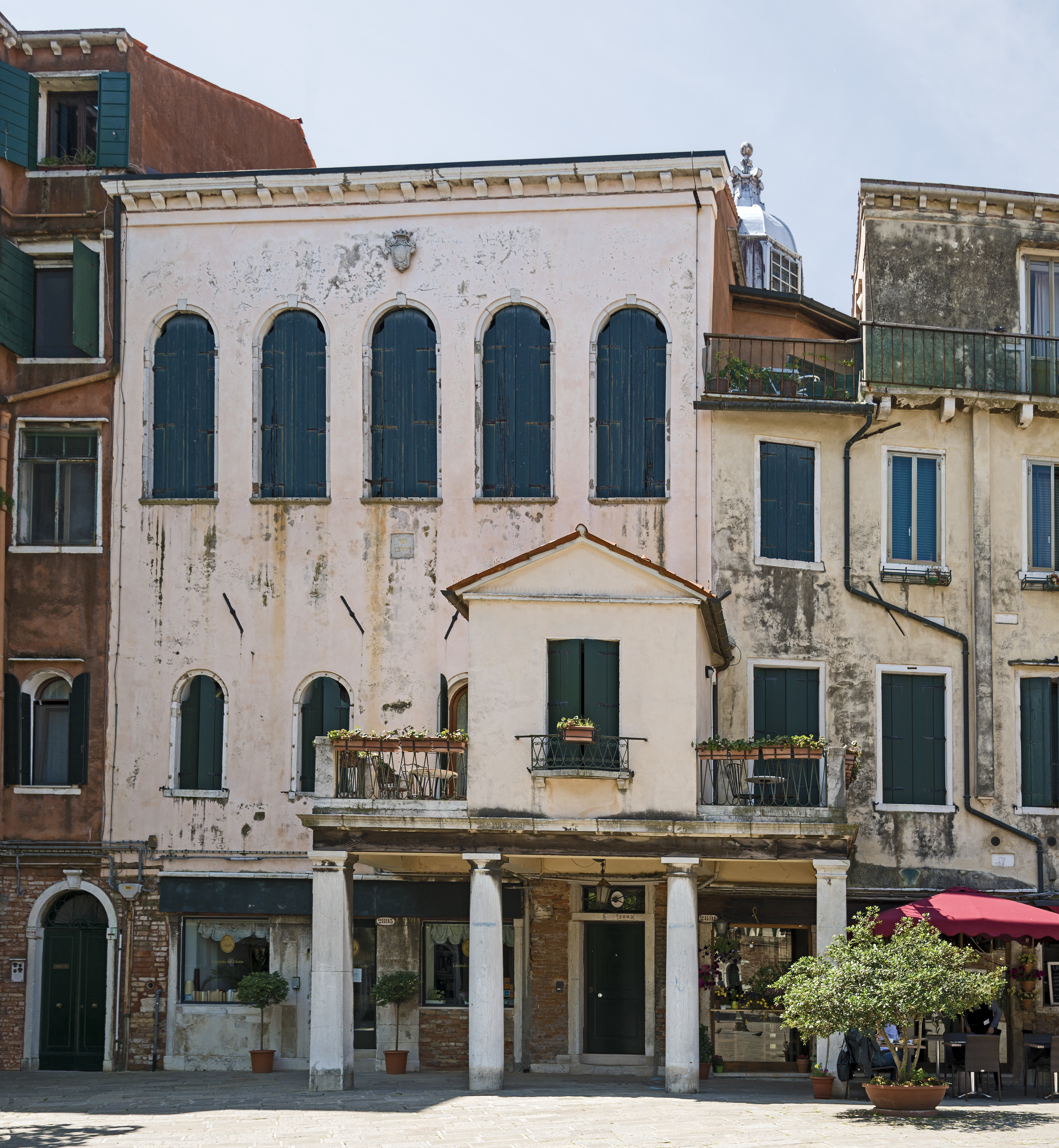
Fachada de la Scola Italiana

La Scola Italiana fue fundada en 1575 por la comunidad de origen italiano, la más pobre del gueto, y también está ubicada en el Campo Ghetto Novo un poco más a la derecha que la Scola Canton. De todas las sinagogas del gueto, es la más sencilla. La planta de la scola es rectangular, casi cuadrangular, con un sistema bifocal ( Aron y Bimah están en posiciones opuestas). Este último está en una posición mucho más alta que el resto de la sala. Los mostradores están colocados contra la pared. El matroneo está ubicada sobre la entrada en uno de los dos lados largos y se remonta a la década de 1700, así como todo el sistema decorativo de la sinagoga. La Scola Italiana fue muy importante porque acogió los sermones del famoso rabino Leone Modena. 
Peculiaridad: la entrada a la sinagoga se comparte con la de algunas casas particulares ubicadas debajo de la escuela.

## Scola Levantina

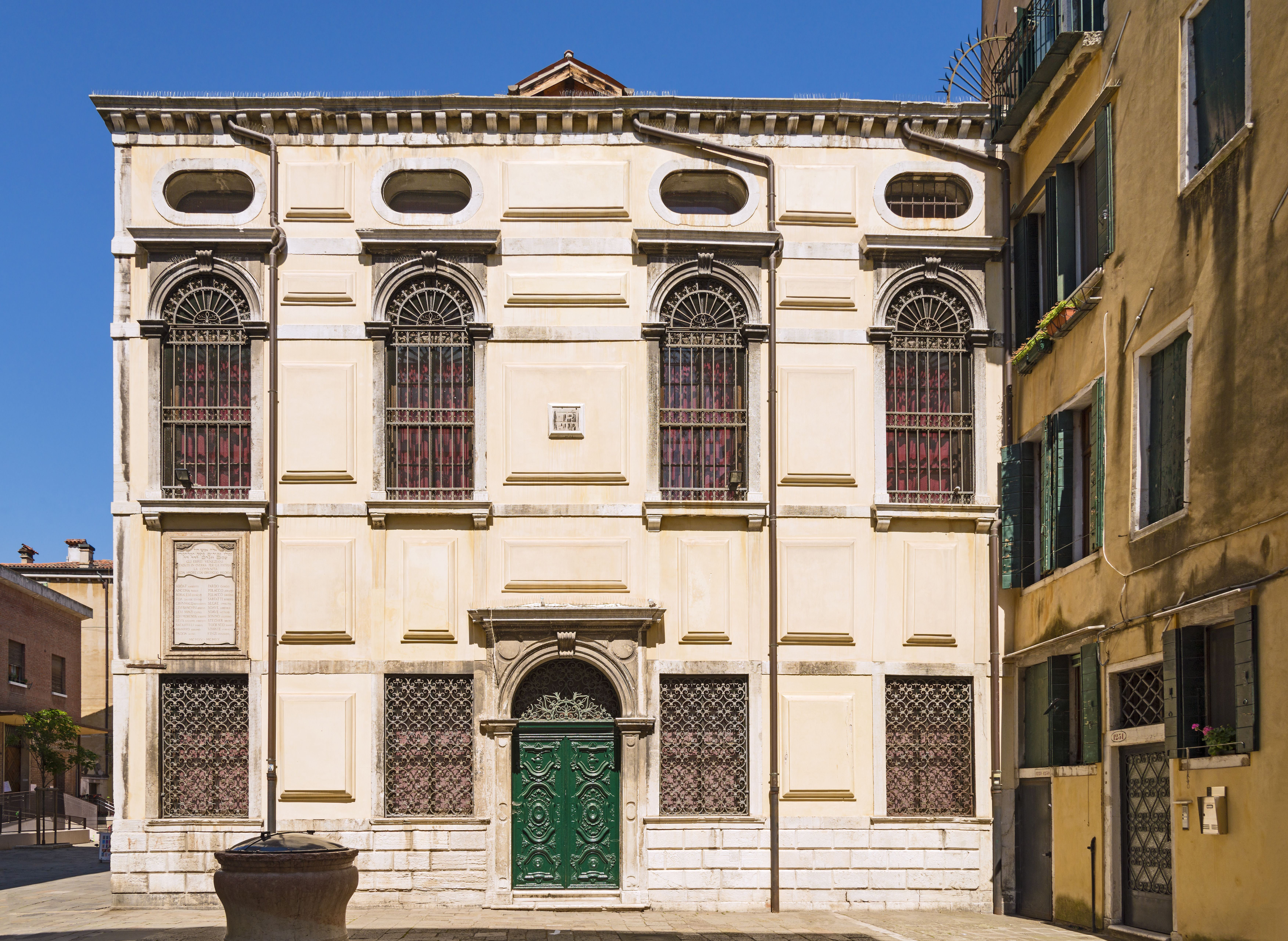
Scola Levantina la fachada plazoleta delle scole

La Scola Levantina probablemente se creó alrededor de 1541. Tiene vistas al campiello delle scole en el Ghetto Vecchio y es la primera sinagoga sefardí de Venecia. El plano es rectangular con el Aron y la bimah colocados en una posición bifocal. La restauración barroca de esta sinagoga es particularmente importante, ya que probablemente fue atendida por la escuela de Baldassare Longhena, mientras que la bimah fue incrustada por Andrea Brustolon . La matroneo, siempre en posición elevada, recorre uno de los lados largos. En el exterior se puede ver una repisa que corresponde a la bimah y unas ventanas que permiten la iluminación.
Esta sinagoga todavía está activa para el rito en los meses fríos. En los meses en los que no está activo para el culto, se puede visitar gracias a las visitas guiadas del Museo Judío de Venecia .

## Scola Ponentina o Española

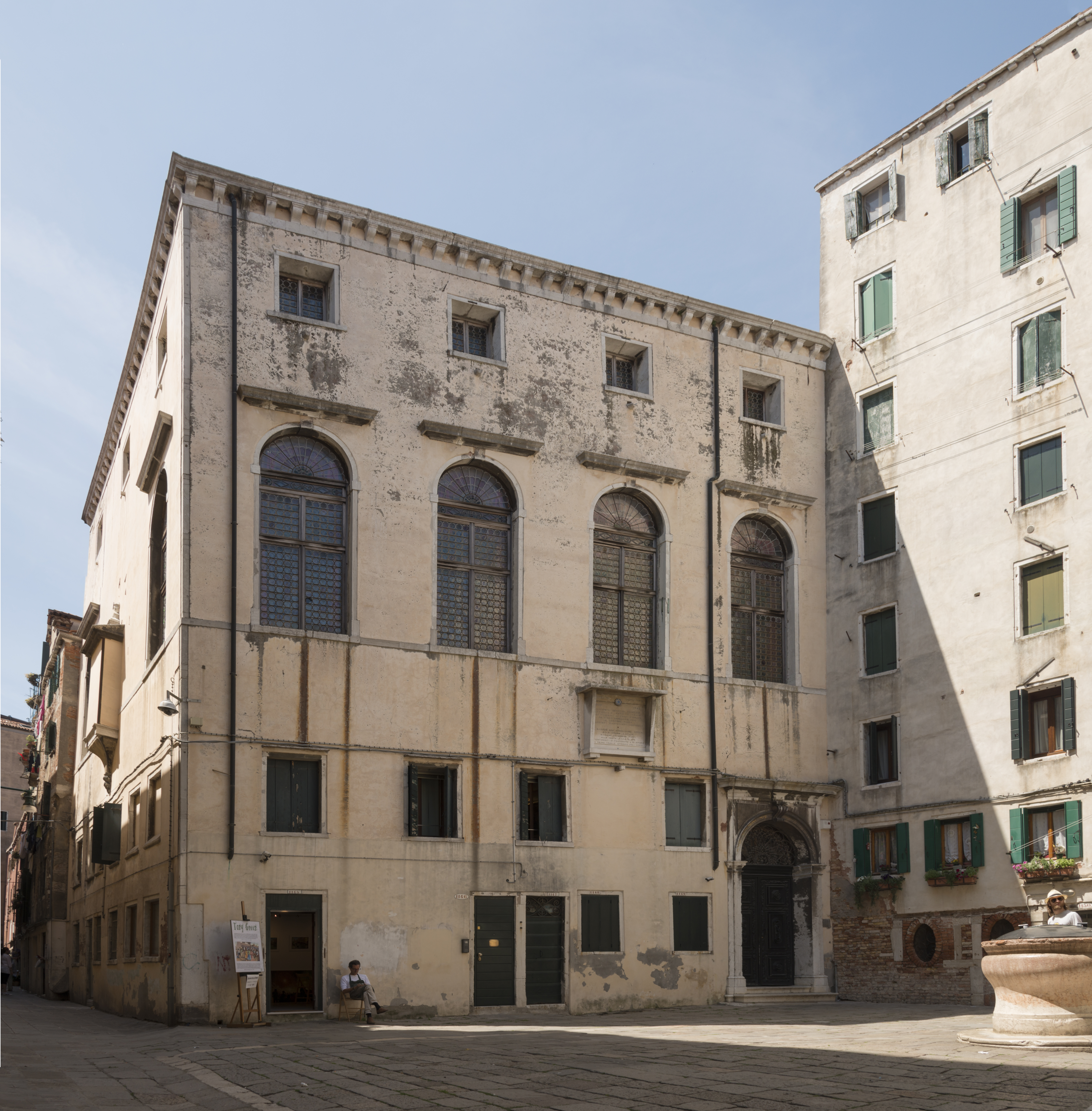
Exterior de la Scola Ponentina

La Scola Ponentina o Española fue fundada en 1581 por la comunidad sefardí de origen español y portugués, sefardies occidentales de origen novocristiano. Es la mayor de las sinagogas venecianas. Ubicado en el plazoleta delle scole frente a la Scola Levantina , es reconocible por las ventanas con vidrios de colores y una gran puerta de madera. Scola con un sistema bifocal está dominado por un matroneo elíptico que recorre toda la sala. Lo más probable es que a la restauración barroca le siguiera, como en el caso de la Scola Levantina, el taller de Baldassare Longhena. El techo está ricamente trabajado mientras que el suelo está formado por baldosas blancas y grises. El interior se enriquece con tres grandes candelabros colocados en el centro de la habitación. Reconstruido en el siglo XVII y restaurado en el siglo XIX, todavía se utiliza para el culto en el período de primavera y verano. En los meses en los que no está activo para el culto, se puede visitar gracias a las visitas guiadas del Museo Judío de Venecia .